# Halimuraena shakai
Halimuraena shakai är en fiskart som beskrevs av Winterbottom, 1978. Halimuraena shakai ingår i släktet Halimuraena och familjen Pseudochromidae. Inga underarter finns listade i Catalogue of Life.